# بانشن لاما
  

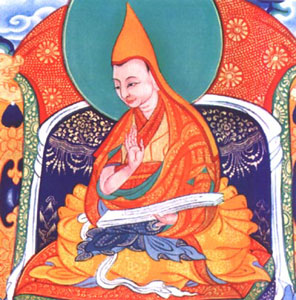
خيدروب جيليك بيلزانغ ، البانتشن لاما الأول

البانتشن لاما  عالم بوذي بدأ الاعتراف ببانشن لاما مع Lobsang Chökyi Gyaltsen ، معلم الدالاي لاما الخامس، الذي حصل على لقب "Panchen Bogd" بمن Altan Khan و Dalai Lama في عام 1645. بوجد هو منغولي، ومعناه «مقدس». تم الاعتراف لاحقًا بخيدروب جيليك بيلزانغ وسونام تشوكلانج وإنسابا لوبسانغ دوندروب كأول لبانتشين لاماس بعد وفاته.

## نبذة
في عام 1713 تم منح إمبراطور كانغشي لأسرة تشينغ لقب بانشين إرديني إلى البانتشن لاما الخامس. وفي عام 1792 أصدر إمبراطور تشيان لونغ مرسومًا يُعرف باسم المرسوم المكون من 29 مادة لحكم أكثر فعالية للتبت، وتم تصميم المادة الأولى من المرسوم لاستخدامها في اختيار rinpoches «هو مصطلح شرفي يستخدم في اللغة التبتية. تعني حرفياً» الشخص الثمين«، وقد تشير إلى شخص أو مكان أو شيء» واللامات وغيرها من المناصب العليا ويشمل البوذية التبتية بما في ذلك الدالاي لاماس وبانتشين لاماس واللامات المنغولية.  
تقليديا بانشن لاما هو رئيس دير Tashilhunpo ، ويمتلك سلطة دينية وعلمانية على منطقة Tsang باكملها تتمركز تحديدا في Shigatse مستقلة عن سلطة Ganden Podrang بقيادة الدالاي لاما.  يرتبط الدالاي لاما وبانتشين لاما ارتباطًا وثيقًا بينما يشارك كل منهما في عملية التعرف على تناسخات بعضهما البعض.
تم الاعتراف بالبانتشن لاما الحادي عشر الحالي، غيدون تشويكي نييما، من قبل الدالاي لاما الرابع عشر في 14 مايو 1995ولكن بعد ثلاثة أيام اختطفت الحكومة الصينية البانتشن لاما البالغ من العمر ستة أعوام وتم اعتقال عائلته. وبدلاً من ذلك أطلقت الحكومة الصينية على جيانكين نوربو لقب البانتشن لاما الحادي عشر. تم رفض ترشيحهم على نطاق واسع من قبل البوذيين في التبت وفي الخارج بينما دعت الحكومات إلى تقديم معلومات حول البانتشن لاما وطلبت إطلاق سراحه. لم يُشاهد غيدون تشويكي نييما علنًا منذ عام 1995. 

## تاريخ

### الاسم
تشكل البانتشين لامات المتتالية سلالة تناسخ تولكو والتي يقال إنها تجسيد لأميتابها. العنوان الذي يعني «الباحث العظيم» هو تقلص تبتي لكل من السنسكريتية paṇḍita (عالم) و chenpo التبتي (العظيم). عاش البانتشين لاما تقليديًا في دير تاشيلهونبو في شيغاتسي. من اسم هذا الدير أشار الأوروبيون إلى البانتشن لاما باسم تاشي لاما (أو كما يكتب وينطق تيشو لاما).    

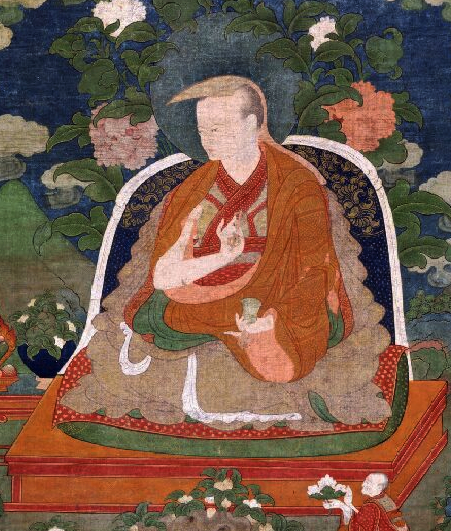
البانتشن الثالث ، ب 1505 - 1556

تشمل الألقاب الأخرى لبانتشين لاما «بانشين بوجد» العنوان الأصلي الذي قدمه ألتان خان عند إنشاء النسب. "Bogd" بوغد (المنغولية: б богд) هي كلمة منغولية وتعني «مقدس».  في عام 1713 حصل البانتشن الخامس لاما لوبسانغ يشي على لقب «بانشين إرديني» من كانغشي إمبراطور إمبراطورية تشينغ، والذي ورثه بانشين لاماس المتعاقب منذ ذلك الحين. "Erdeni"، أو "Erdini"،  (Manchu : ᡝᡵᡩᡝᠨᡳ erdeni) تعني Manchu ، وتعني «الكنز».

### البانتشن الأول لاما
كان Lobsang Chökyi Gyaltsen (1570–1662) أول بانشين لاما يُمنح هذا اللقب خلال حياته كاملة وكان المعلم والحليف المقرب للدالاي لاما الخامس،  «الخامس العظيم»، كما هو معروف يتم اعلان البانتشن ليكون تجسيدًا لبوذا السماوي أميتابها. 
طلب الدالاي لاما الخامس من البانتشن قبول دير تاشيلهونبو، الذي بناه الدالاي لاما الأول، كمقعد متعدد العمر للتجسيدات المستقبلية. منذ ذلك الحين كان كل تجسيد للبانشن لاما هو سيد دير تاشيلهونبو  وهناك حين تلقى الجميع تعليمه وتم تكديس أجسادهم المحنطة. 
عندما توفي Lobsang Chökyi Gyaltsen في عام 1662 وهو اللاما الرابع، بدأ الدالاي لاما الخامس في تنفيذ تقاليد بحثه التالي. كما احتفظ باللقب التقليدي للبانشن الذي كان في السابق لقبًا مجاملة لجميع اللامات المتعلمة بشكل استثنائي - حصريًا لخلفائه. قرر الدالاي لاما الخامس بعد وفاته أن خضروب جي وسونام تشوكلانغ وإنسابا لوبسانغ دوندروب كانوا تجسيدًا سابقًا لـ Lobsang Chökyi Gyaltsen ، البانتشن (1570–1662). تقليديا كان هناك أربعة تجسيدات هندية وثلاثة تبتية من قبل خيدروب بدءًا من سوبوتي وهو أحد التلاميذ الأصليين لغوتاما بوذا. يعتبر غو لوتساوا أول تجسد تبتي لأميتابها في هذا الخط.  لطالما كان الاعتراف ببانتشين لاماس مسألة تخص الدالاي لاما.  أعلن تشويكي جيالتسن، البانتشن لاما العاشر بنفسه كما نقلت عنه مراجعة صينية رسمية أنه «وفقًا للتقاليد التبتية يجب الاعتراف المتبادل بتأكيد الدالاي لاما أو البانشن». ينظر البعض إلى تورط حكومة الصين في هذه القضية على أنها حيلة سياسية لمحاولة السيطرة على الاعتراف بالدالاي لاما القادم وتعزيز لقبضتهم على مستقبل التبت وحكمها. ومع ذلك تدعي الحكومة أن مشاركتها لا تتعارض مع التقاليد في أن القرار النهائي بشأن الاعتراف بكل من الدالاي لاما والبانتشن لاما كان تقليديًا في يد الإمبراطور الصيني. على سبيل المثال بعد عام 1792 كان يُعتقد أن الجرة الذهبية قد استخدمت في اختيار الدالاي لاما العاشر والحادي عشر والثاني عشر. لكن الدالاي لاما الرابع عشر، تينزين جياتسو، قال مؤخرًا إن هذا لم يستخدم إلا في اختيار اللاما الحادي عشر وأنه في الحالات الأخرى كان يستخدم فقط لمزاح الصينيين لتأكيد الاختيار الذي كان بالفعل مصنوعا
بالطرق التقليدية.

### العصور الحديثة

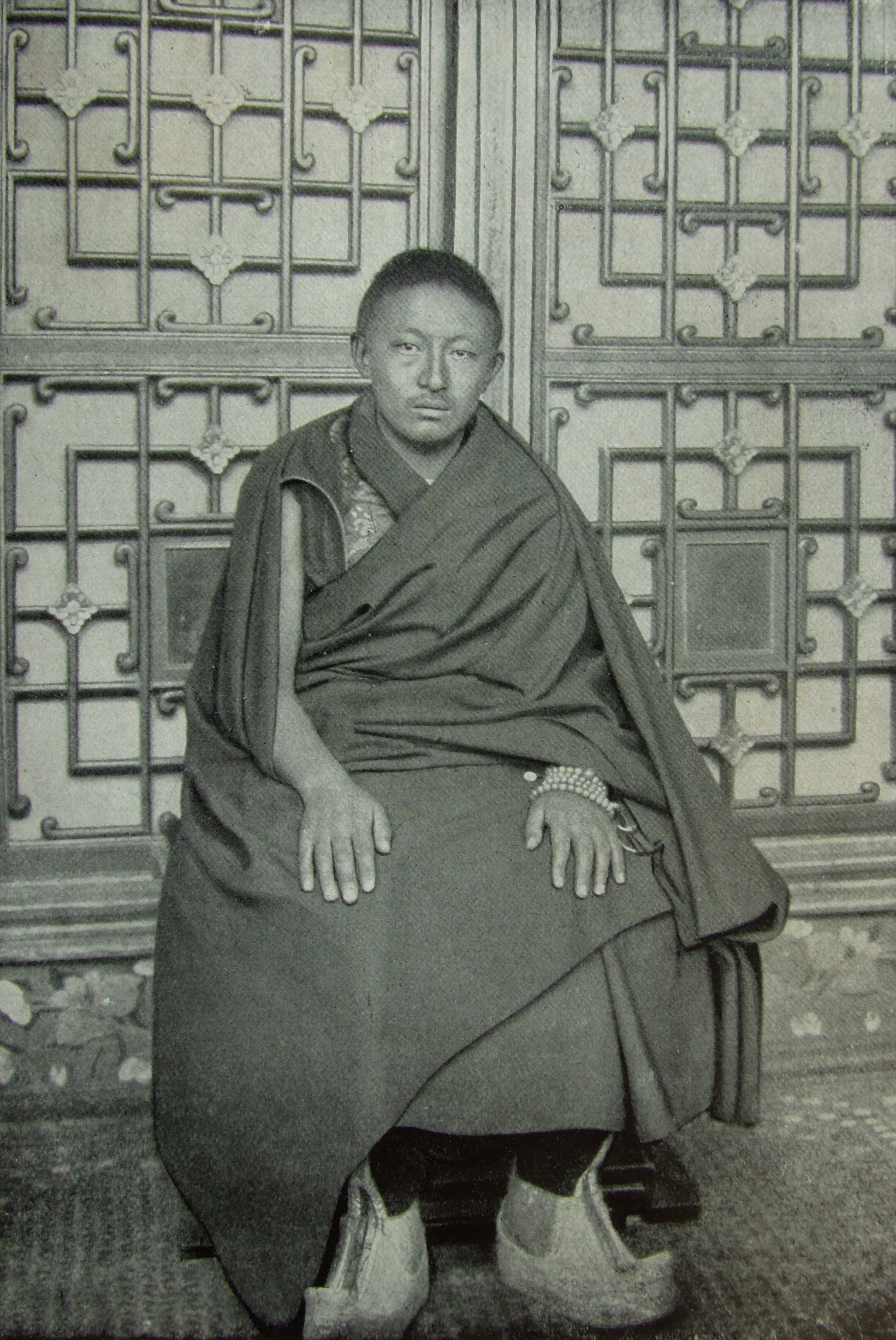
البانتشن لاما التاسع ، ثوبتن تشويكي نيما الذي أخذه سفين هيدين. نُشر في كتابه الصادر عام 1922 بعنوان «ترانس هيمالايا».

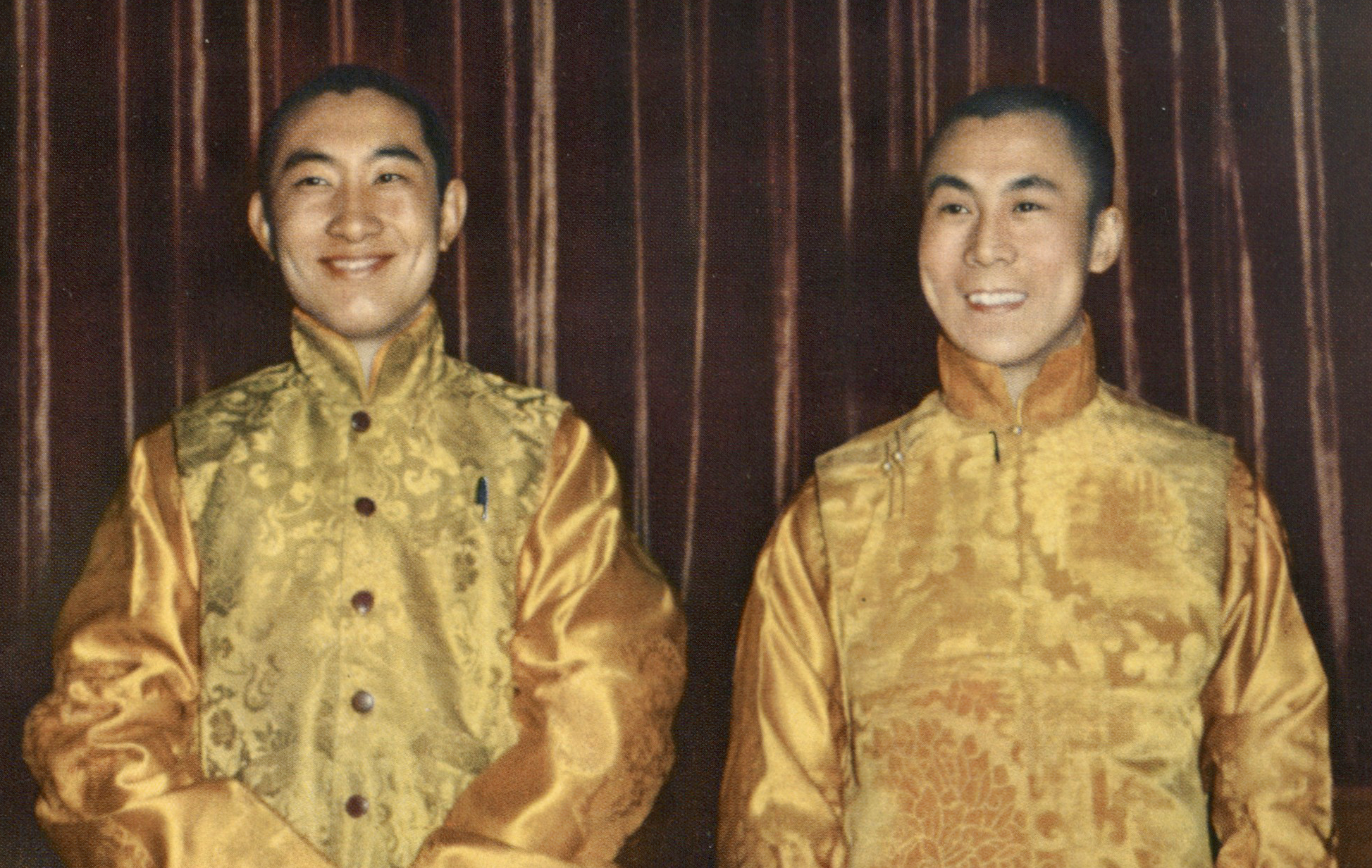
الدالاي لاما الرابع عشر والبانتشن لاما العاشر 1954.

في عام 1924 منع الدالاي لاما الثالث عشر أتباع البانتشن لاما التاسع من تولي أي منصب في حكومة التبت الوسطى وسجنهم في لاسا مما دفع البانتشن لاما إلى الفرار إلى منغوليا الداخلية في الصين.  كان الدالاي لاما يحاول جمع الإيرادات من ملكية البانتشن لاما لتغطية النفقات العسكرية للتبت وذليك أيضا بهدف تقليل قوة البانتشن لاما. عمل البانتشن لاما التاسع على خطط لتنمية التبت. كما شغل منصبًا في لجنة الشؤون المنغولية والتبتية، وكان يُعتبر «مواليًا للصين» للغاية.   وهناك تبنى أفكار صن ياتسن من خلال Pandatsang Rapga الثوري من حزب تحسين التبت. 

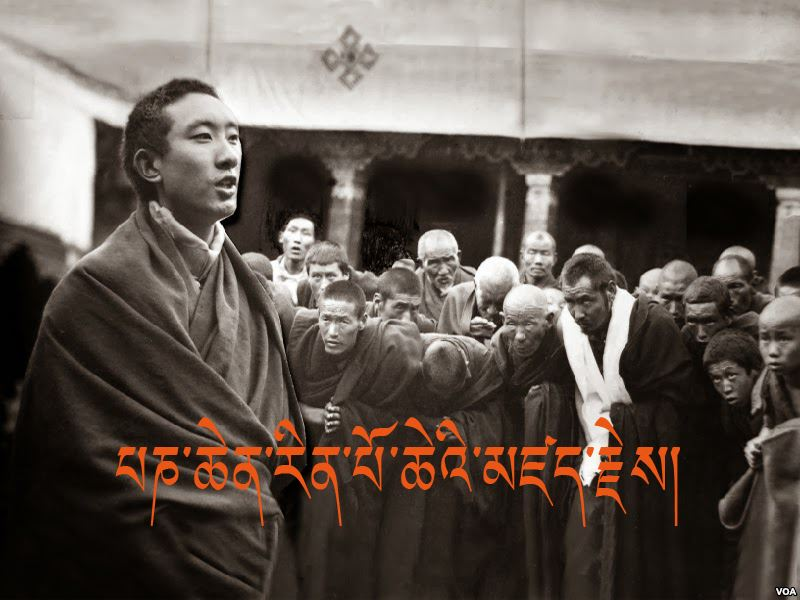
العاشر بانشين لاما عام 1959

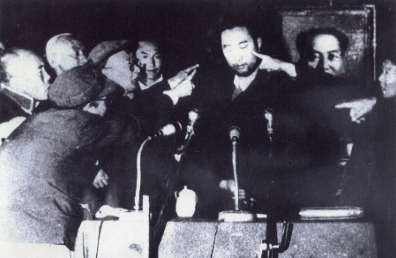
10 بانشين لاما خلال جلسة الكفاح عام 1964 ، قبل سجنه

عندما توفي البانتشن لاما التاسع في عام 1937 نتج عن عمليتي بحث متزامنتين عن البانتشن لاما العاشر اثنين من المرشحين وتنافسوا في اختيار مسؤولي الدالاي لاما صبيًا من Xikang ومسؤولي البانتشن لاما اختاروا Gonpo Tseten. أعلنت حكومة جمهورية الصين، المتورطة آنذاك في الحرب الأهلية الصينية، دعمها لتسيتين في 3 يونيو 1949. سمح الحاكم القومي الصيني ما بوفانج لدير كومبوم بالحكم الذاتي بالكامل من قبل تسيتين والتي يطلق عليها الآن جيالتسين  بينما رفضت حكومة الدالاي لاما الرابعة عشرة الاعتراف به.
سعى البانتشن لاما العاشر للانتقام من الدالاي لاما من خلال قيادة جيش ضده وطلب المساعدة من ما بوفانج في سبتمبر 1949. بالرغم من ذلك فإن الحكومة القومية الصينية والتي واجهت الهزيمة من الشيوعيين طلبت مساعدة البانتشن لاما بدلاً من ذلك، وصياغة خطة حيث سيقود 3 فرق كامبا كقاعدة واسعة مناهضة للشيوعية في جنوب غرب الصين،   ولكن قرر البانتشن لاما الانشقاق إلى الشيوعيين بدلاً من ذلك. سعى البانتشن لاما على عكس الدالاي لاما إلى ممارسة السيطرة في عملية صنع القرار. 
دعم البانتشن لاما في البداية السياسات الشيوعية للتبت.  وبثت إذاعة بكين دعوة الزعيم الديني إلى "تحرير" التبت في جمهورية الصين الشعبية، الأمر الذي خلق ضغوطا على حكومة لاسا للتفاوض مع جمهورية الصين الشعبية.  كما دعا التبتيين إلى دعم الحكومة الصينية ". وبالرغم من ذلك في عام 1962، كتب التماس 70.000 شخصية توضح بالتفصيل إساءة استخدام السلطة في التبت وناقشها مع رئيس الوزراء ان ذاك Zhou Enlai. وفي عام 1964 تم سجنه وأجبر على الخضوع والرضوخ لجلسات منظمة الكفاح. في أكتوبر 1977 أطلق سراحه لكنه وضع تحت الإقامة الجبرية عام 1982. وفي عام 1979 تزوج من امرأة صينية من الهان وفي عام 1983 انجبوا أول ابنة. في عام 1989 لاقى البانشن لاما حتمه فجأة في شيغاتسي عن عمر يناهز 51 عامًا بعد وقت قصير من إلقاء خطاب ينتقد تجاوزات الثورة الثقافية في التبت، لكنه أشاد بالإصلاح والانفتاح في الثمانينيات. ابنته، وهي الآن امرأة شابة، هي Yabshi Pan Rinzinwangmo ، والمعروفة باسم "Renji".
عين الدالاي لاما Gedhun Choekyi Nyima باعتباره التجسد الحادي عشر للبانتشن لاما في 14 مايو 1995.    أصرت الحكومة الصينية على أنه يجب اختيار البانتشن لاما الحادي عشر من خلال الجرة الذهبية. عند اختيار الاسم، تم سحب أرقام اليانصيب من الجرة الذهبية. عينت السلطات الصينية جيانكين نوربو كخيار لجنة البحث في 11 نوفمبر 1995. لم يحضر حزب مستقل غيدون تشويكي نيما منذ 17 مايو 1995. تزعم الحكومة الصينية أنه يعيش «حياة خاصة طبيعية». يواصل التبتيون وجماعات حقوق الإنسان النضال من أجل إطلاق سراحه.

## فيما يتعلق بنسب الدالاي لاما
يتحمل البانتشن لاما جزءًا من مسؤولية الراهب الوصي لإيجاد تجسد الدالاي لاما، والعكس صحيح. كان هذا هو التقليد منذ أن اعترف الدالاي لاما الخامس بمعلمه Lobsang Choekyi Gyaltsen باعتباره Panchen Lama of Tashilhunpo. مع هذا التعيين، تم الاعتراف بعد وفاته بالتجسيدات الثلاثة السابقة لـ Lobsang Choekyi Gyaltsen باسم Panchen Lamas. كما اعترف "The Great Fifth" بلوبسانغ ييشي، البانتشن الخامس لاما. اعترف الدالاي لاما السابع بلوبسانغ بالدين يشي، البانتشن لاما السادس، الذي اعترف بدوره بالدالاي لاما الثامن. وبالمثل، اعترف الدالاي لاما الثامن بالدن تينباي نيما، البانتشن لاما السابع. تم العثور على الدالاي لاما الرابع عشر الحالي لأول مرة من قبل البانتشن لاما التاسع عندما كان يعيش في دير كومبوم. في فبراير 1937، أبلغ البانتشن لاما ممثلي الحكومة التبتية بالتحقيق الذي أجراه، والذين أكدوا لاحقًا هوية الدالاي لاما الجديد. في 26 يناير 1940، طلب Regent Reting Rinpoche من الحكومة المركزية إعفاء Tenzin Gyatso من عملية سحب القرعة باستخدام Golden Urn ليصبح الدالاي لاما الرابع عشر.  تمت الموافقة على الطلب من قبل الحكومة المركزية.

## الأهمية السياسية
لعبت الشخصيات الرهبانية تاريخيًا أدوارًا مهمة في التركيب الاجتماعي للتبت، وعلى الرغم من أن هذه الأدوار قد تضاءلت منذ عام 1959، لا يزال العديد من التبتيين يعتبرون البانتشين لاما شخصية سياسية وروحانية مهمة بسبب الدور الذي يلعبه تقليديًا في الاختيار الدالاي لاما القادم. تستخدم الدولة الصينية أيضًا الأهمية السياسية للدور. جادلت مجموعات دعم التبت مثل Free Tibet ومقرها لندن بأن الحكومة الصينية تسعى إلى تثبيت خيارها الخاص للدالاي لاما عندما يموت Tenzin Gyatso ، الدالاي لاما الحالي، ولهذا السبب اختار الدالاي لاما بانشين لاما، جيدون تشويكي. فُقد نيما وهو في السادسة من عمره، ليحل محله اختيار الدولة الصينية، جيانكين نوربو. يُقترح أن تمنح الحكومة الصينية لقب الدالاي لاما لابن عضو مخلص من الحزب الشيوعي التبتي العرقي وستضغط على الحكومات الغربية للاعتراف بصبيها، وليس الصبي الذي اختاره لاماس في الهند، كرئيس للحزب الشيوعي التبتي. البوذية التبتية.